# Assemblea Sobiranista de Mallorca
L'Assemblea Sobiranista de Mallorca (ASM) és una organització sense ànim de lucre constituïda a Mallorca l'octubre de 2014 amb voluntat d'estendre el sobiranisme a l'illa. L'objectiu polític principal de l'ASM és la creació d'un estat propi per als mallorquins, junt amb els ciutadans de la resta dels Països Catalans si així ho decideixen, mitjançant un procés democràtic. Per tal d'arribar a aquest objectiu, l'ASM pretén promoure un debat transversal per coordinar persones i grups de l'òrbita catalanista independentista de l'illa al marge de partidismes, tot establint vies de coordinació i cooperació amb organitzacions similars de Menorca, Eivissa i Formentera, i de la resta dels Països Catalans que persegueixin els mateixos objectius i treballin en la mateixa línia. Les seves banderes són la senyera tradicional, la mallorquina i l'estelada.
D'octubre de 2014 a 2015 fou presidenta fundadora de l'ASM, presidint-ne la gestora, Maria Antònia Oliver i Cabrer.
L'abril del 2015, Cristòfol Soler i Cladera, expresident del govern de les Illes, expresident del Parlament de les Illes i impulsor de la normalització lingüística al comerç del territori i alhora una important llei de protecció del territori, fou elegit president de l'ASM. L'ASM manté relacions oficials amb l'Assemblea Nacional Catalana.
El 2018 Margalida Miquel Perelló n'és elegida presidenta.
En una nova renovació de la junta, el desembre de 2021, Joan Planes va ser escollit nou president de l'entitat. A la junta l'acompanyen Agnès Ambrós com a nova vicepresidenta de l'entitat, Pere Ripoll per al càrrec de secretari i Cristòfol Soler com a tresorer. A les eleccions generals de 2023 a Espanya, van demanar el vot nul, argumentant que no tenien cap partit al qual votar.